# مارتن والت
مارتن والت (بالإنجليزية: Martin Walt)‏ هو فيزيائي ومهندس أمريكي، ولد في القرن العشرين.